# Estação Príncipe de Gales
A Estação Príncipe de Gales é uma das estações do Metrô de Santiago, situada em Santiago, entre a Estação Francisco Bilbao e a Estação Simón Bolívar. Faz parte da Linha 4.
Foi inaugurada em 30 de novembro de 2005. Localiza-se no cruzamento da Avenida Ossa com a Rua La Verbena. Atende as comunas de La Reina e Ñuñoa.